# Chiesa della Madonna della Salute (Teramo)
La chiesa della Madonna della Salute è un luogo di culto cattolico sito nel quartiere residenziale di Villa Mosca nella città di Teramo.
È stata istituita come sede parrocchiale, con decreto vescovile, nell'anno 1968 da monsignor Abele Conigli, distaccando il suo territorio dalla parrocchia cittadina del Sacro Cuore. Appartiene alla giurisdizione ecclesiastica della diocesi di Teramo-Atri.

## Territorio
Gli immobili della parrocchia si elevano all'interno del quartiere di Villa Mosca, tra via Antonio Micozzi e via delle Plaje, nei pressi del bivio che conduce alla frazione di Villa Viola, su un dolce declivio che domina la collina. Gli edifici sono circondati dalle abitazioni, dal verde attrezzato comunale e da un'ampia piazza.

### Il territorio della parrocchia
L'estensione della competenza parrocchiale comprende l'intero quartiere di Villa Mosca, l'ospedale Mazzini e le frazioni di:
- Viola - Chiesa di Sant'Antonio
- Cannelli - Chiesa di San Gabriele dell'Addolorata[4]
- Sciusciano - Chiesa dell'Assunta[5]

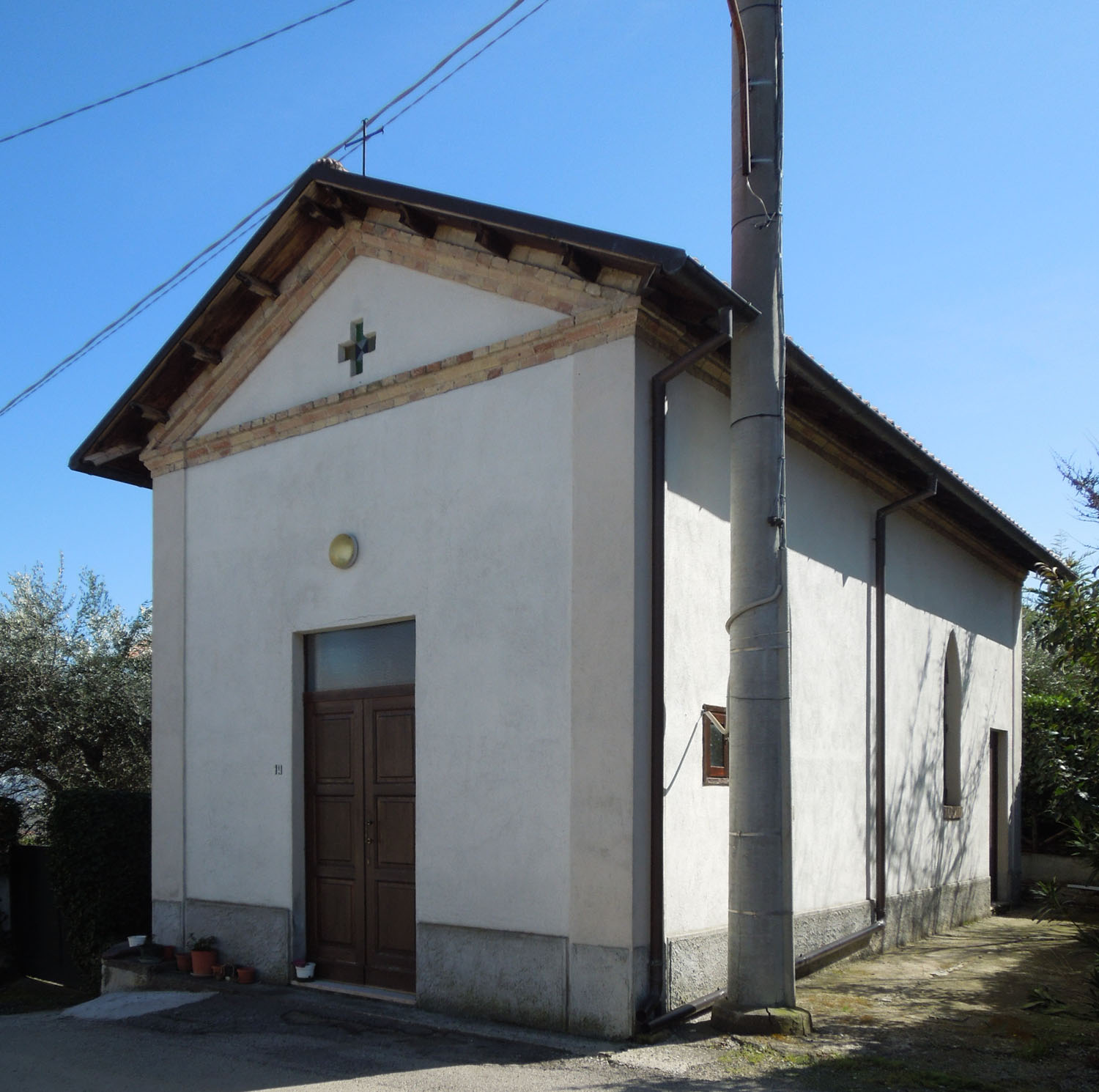
Chiesa di Sant'Antonio a Viola
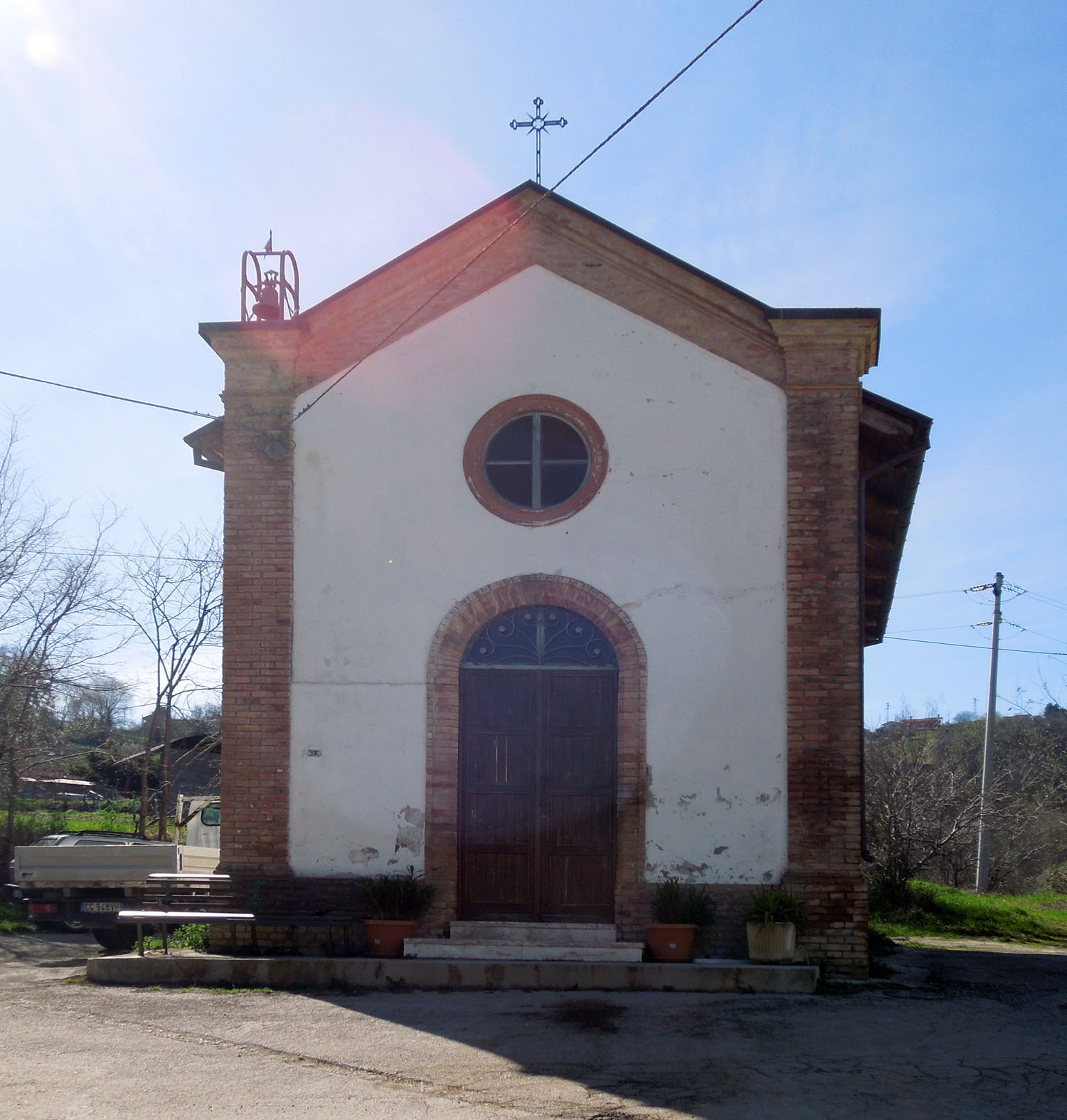
Chiesa di San Gabriele dell'Addolorata a Cannelli
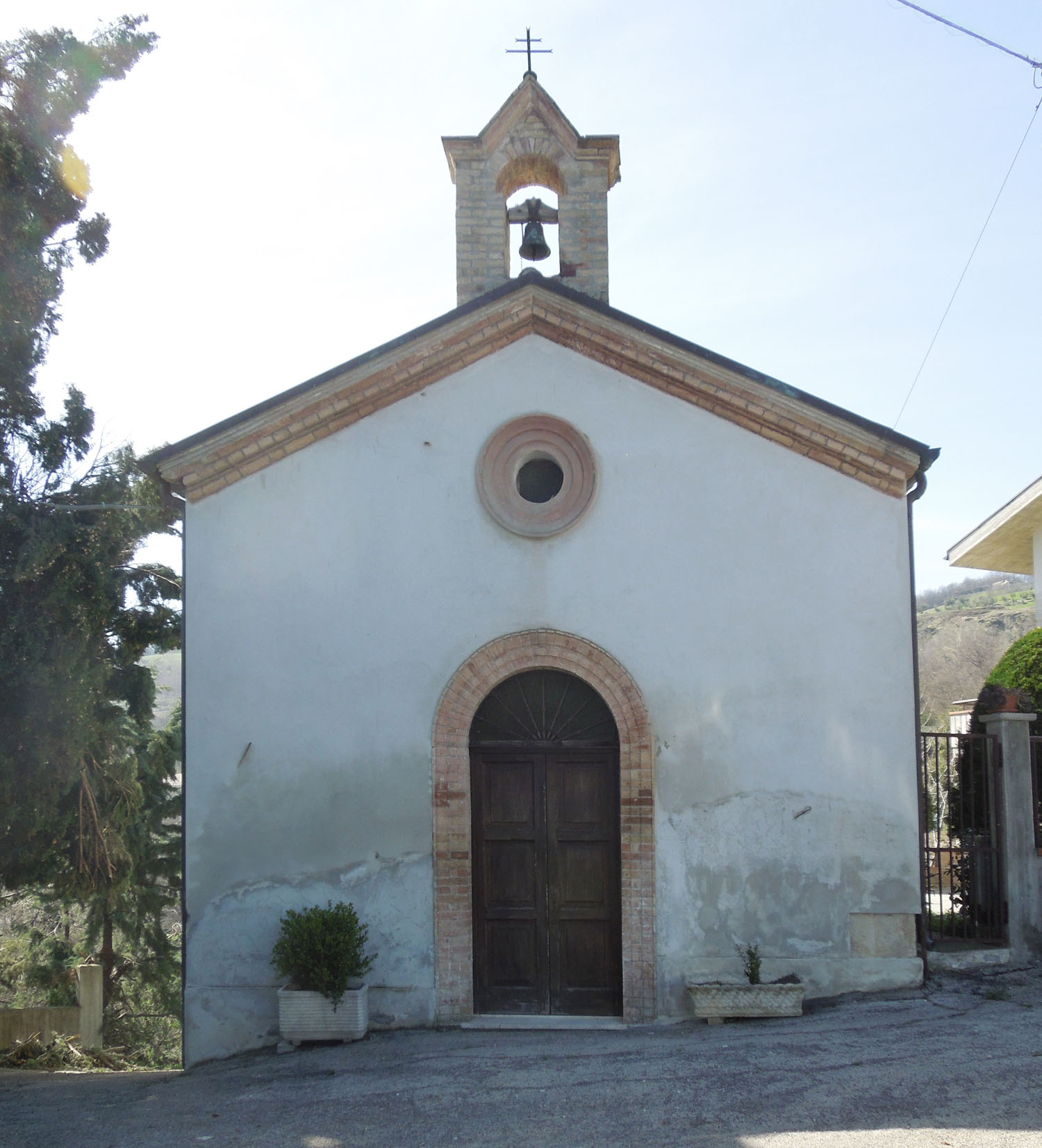
Chiesa dell'Assunta a Sciusciano

## Storia
A partire dal Secondo dopoguerra e soprattutto dalla fine degli anni ottanta, l'area di Villa Mosca ha avuto un consistente sviluppo urbanistico tuttora in espansione. Con il delinearsi della fisionomia del nuovo quartiere fu costituita anche la nuova parrocchia, ufficialmente istituita dal vescovo Abele Conigli il 6 luglio 1968.
La cura delle anime dei residenti fu affidata al primo parroco, don Giovanni Saverioni, nominato dallo stesso prelato. 
Il sacerdote, dopo aver condotto innumerevoli tentativi al fine di individuare un terreno su cui costruire la nuova chiesa e la nuova casa parrocchiale, avviò il suo ministero celebrando le funzioni religiose in alcuni locali messi a disposizione dai privati cittadini, residenti nella zona. Come egli stesso ricorda, nei suoi scritti, officiò la prima celebrazione eucaristica della nuova parrocchia teramana il 20 ottobre 1968, alla presenza del vescovo Conigli, sulla loggia della scalinata di una abitazione.
Nell'anno 1981, il curato riuscì ad avere in prestito alcune stanze non utilizzate dalla USL ubicate al di sopra dell'edificio dell'ex Sanatorio. In questi ambienti allestì il primo altare e destinò 4 aule all'insegnamento del catechismo ai più piccoli. Questa sede è rimasta aperta e funzionante per 14 anni, fino al 1995.

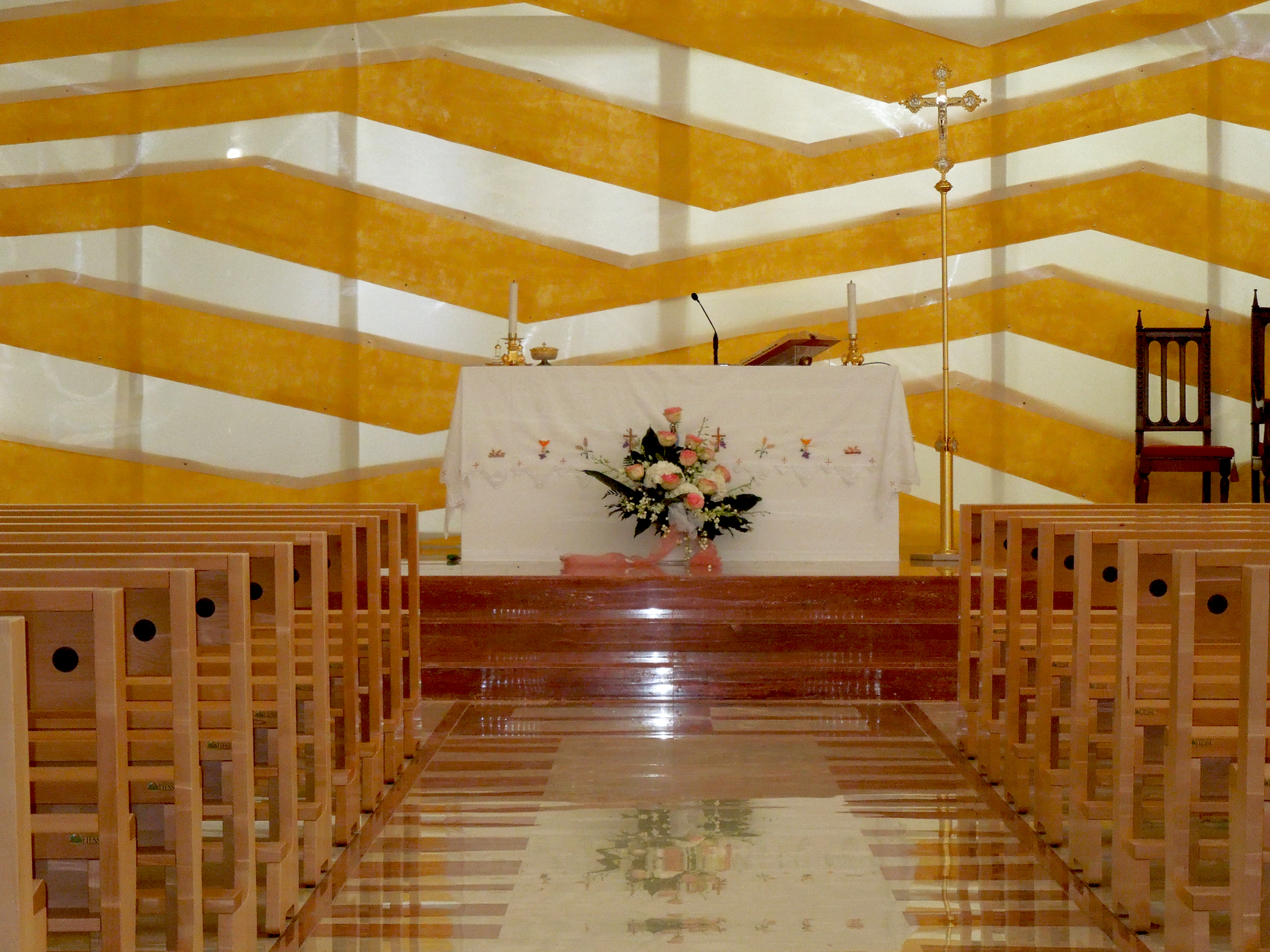
Altare maggiore della chiesa.
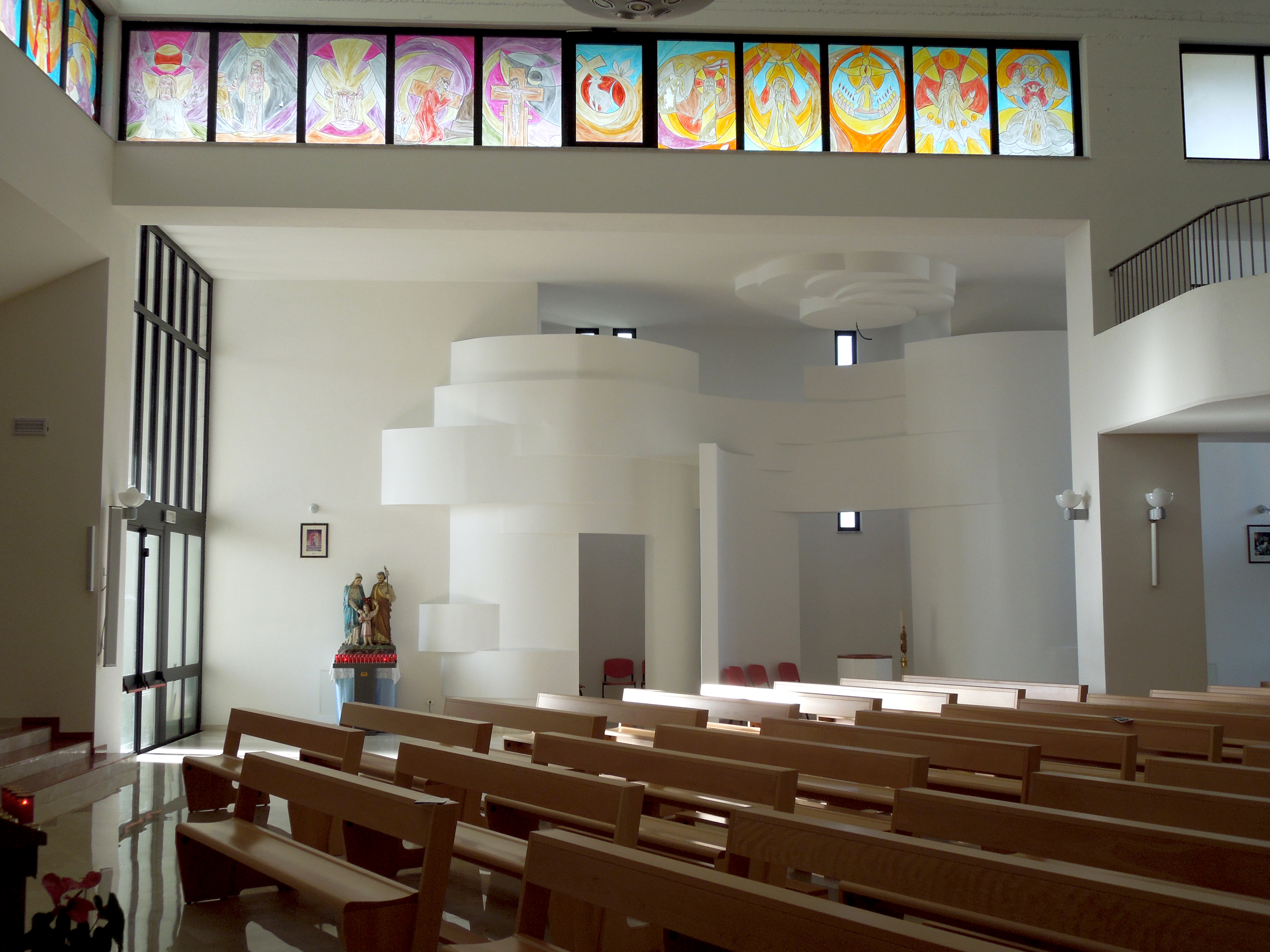
Interno.
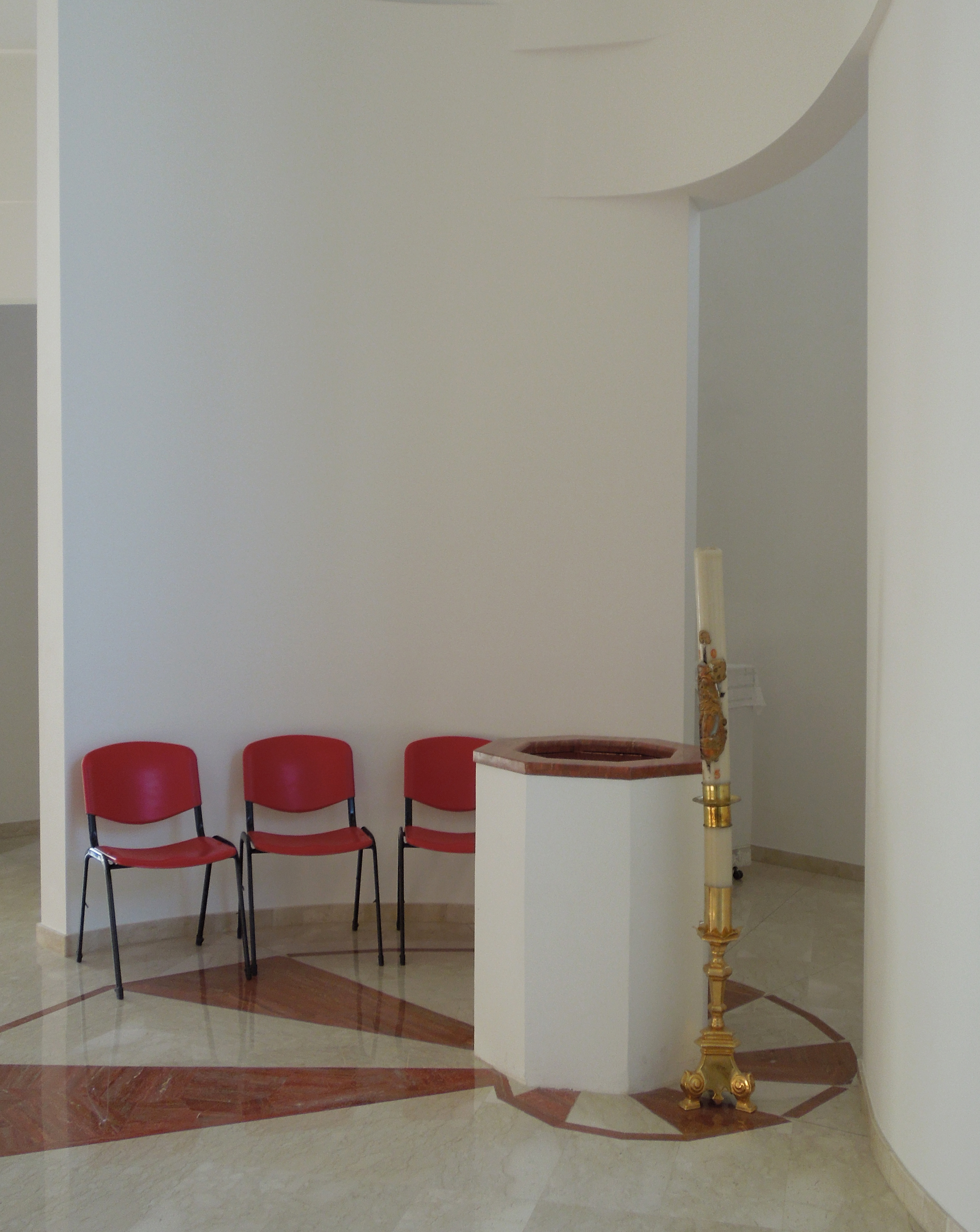
Fonte battesimale.
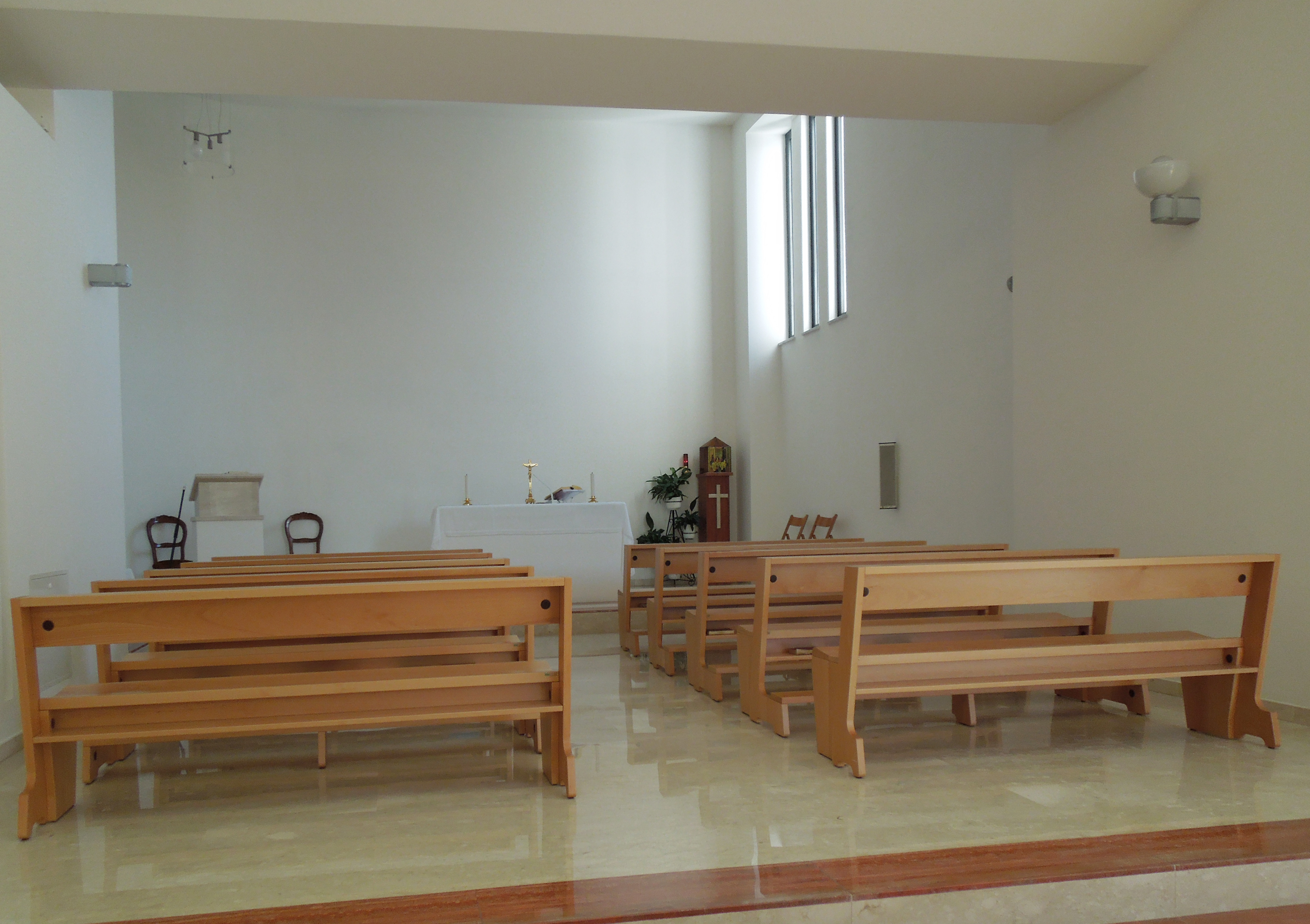
Cappella feriale.
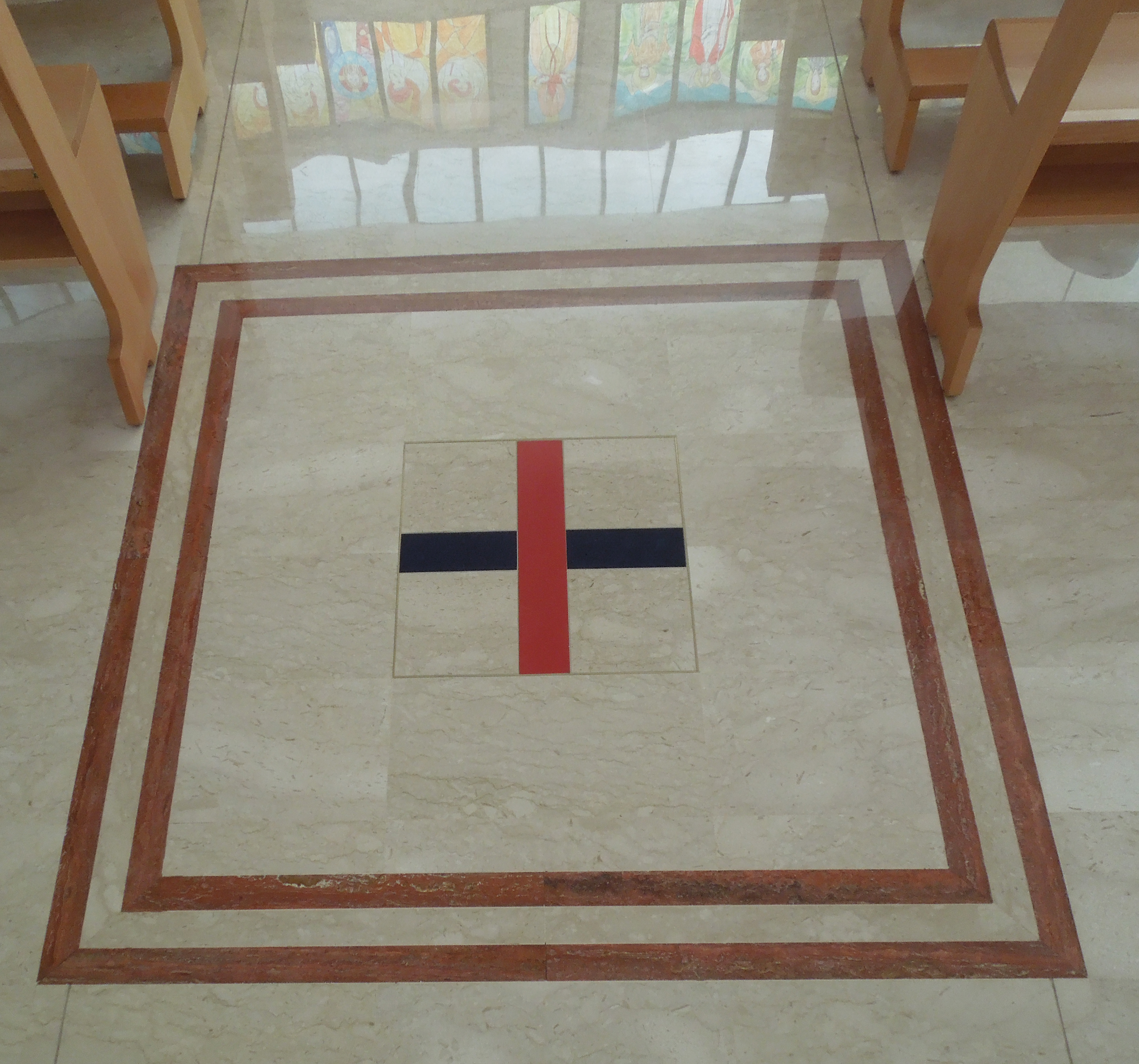
Croce rossa e azzurra dell'Ordine della Santissima Trinità cui è affidata la cura della chiesa.

Nel corso degli stessi anni don Saverioni, per avere uno spazio definitivo per la sua chiesa, domandò aiuto a Carino Gambacorta, al tempo sindaco di Teramo, che annunciava la preparazione di un nuovo piano regolatore. 
In data 18 novembre 1988 il parroco Saverioni ebbe la concreta disponibilità dell'area su cui procedere alla erezione degli edifici religiosi, utilizzando il tanto desiderato terreno donato dall'Amministrazione Comunale di Teramo con il permesso del Ministro dell'Interno. La zona ha una superficie di 4000 m² e si estende sul declivio della collina all'altezza del bivio della strada che conduce alla frazione di Villa Viola.
I lavori di costruzione, avviati nel novembre 1993, partirono dalla casa parrocchiale. Con la realizzazione del primo blocco del complesso si ebbero stanze, un salone per le celebrazioni e sei aule per il catechismo, che si resero completamente fruibili e funzionanti dal 1995.
Nella giornata di domenica, 30 ottobre 1994, è stata celebrata la prima messa nel primo lotto della nuova costruzione, in concomitanza con la ricorrenza dei 50 anni di sacerdozio di don Saverioni, alla presenza del vescovo Antonio Nuzzi. In seguito è stata elevata anche la fabbrica della chiesa, agibile e in via di completamento, fu inaugurata l'8 dicembre 2001, giorno della festa dell'Immacolata Concezione alla presenza del vescovo Nuzzi.
L'intera spesa per la creazione di questo complesso religioso, ancora non ultimato, è stata finanziata dalla CEI, dalle donazioni devolute dei parrocchiani e da persone originarie di questi luoghi.

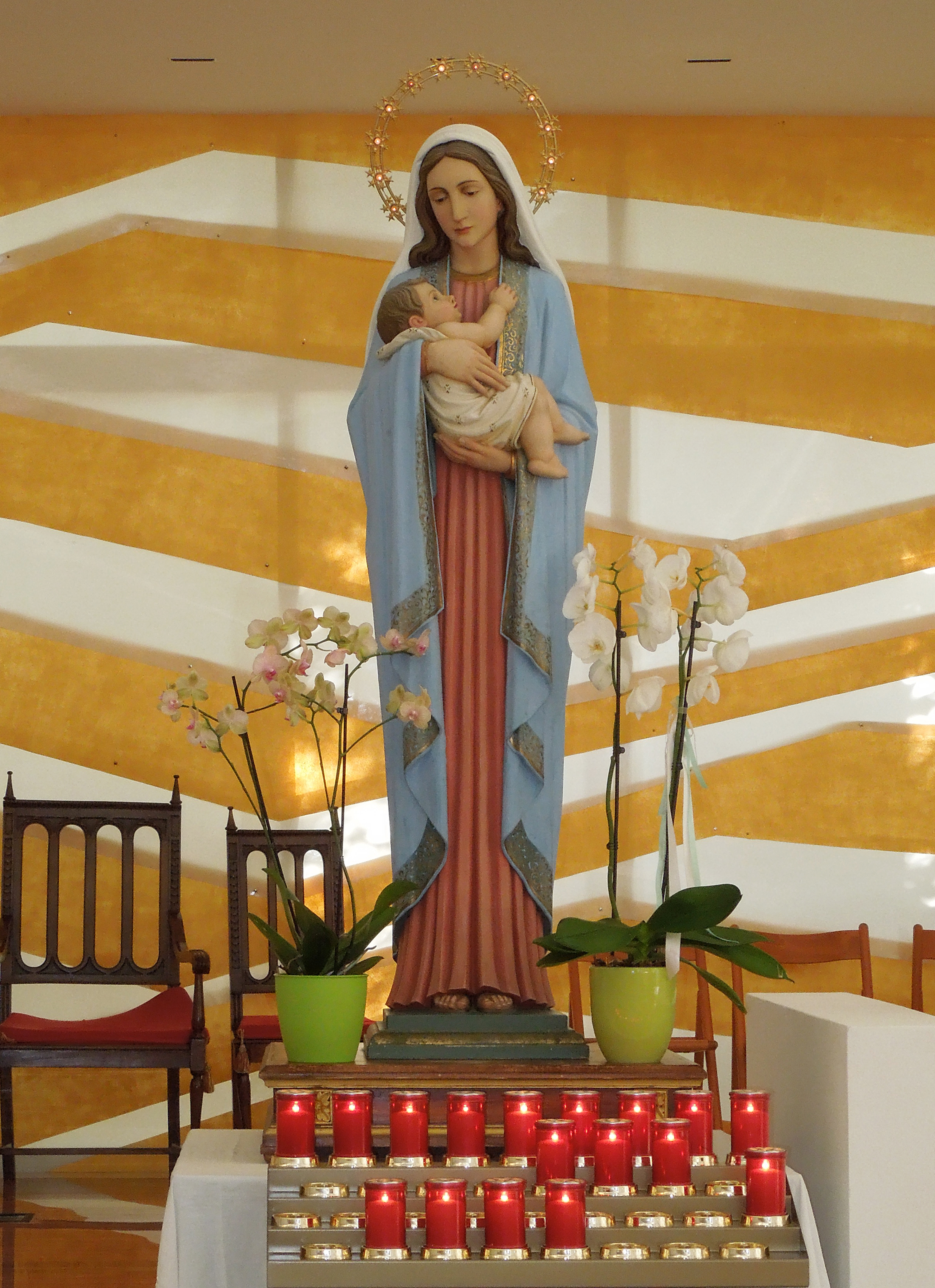
Effigie della Madonna della Salute, cui è dedicata la chiesa.
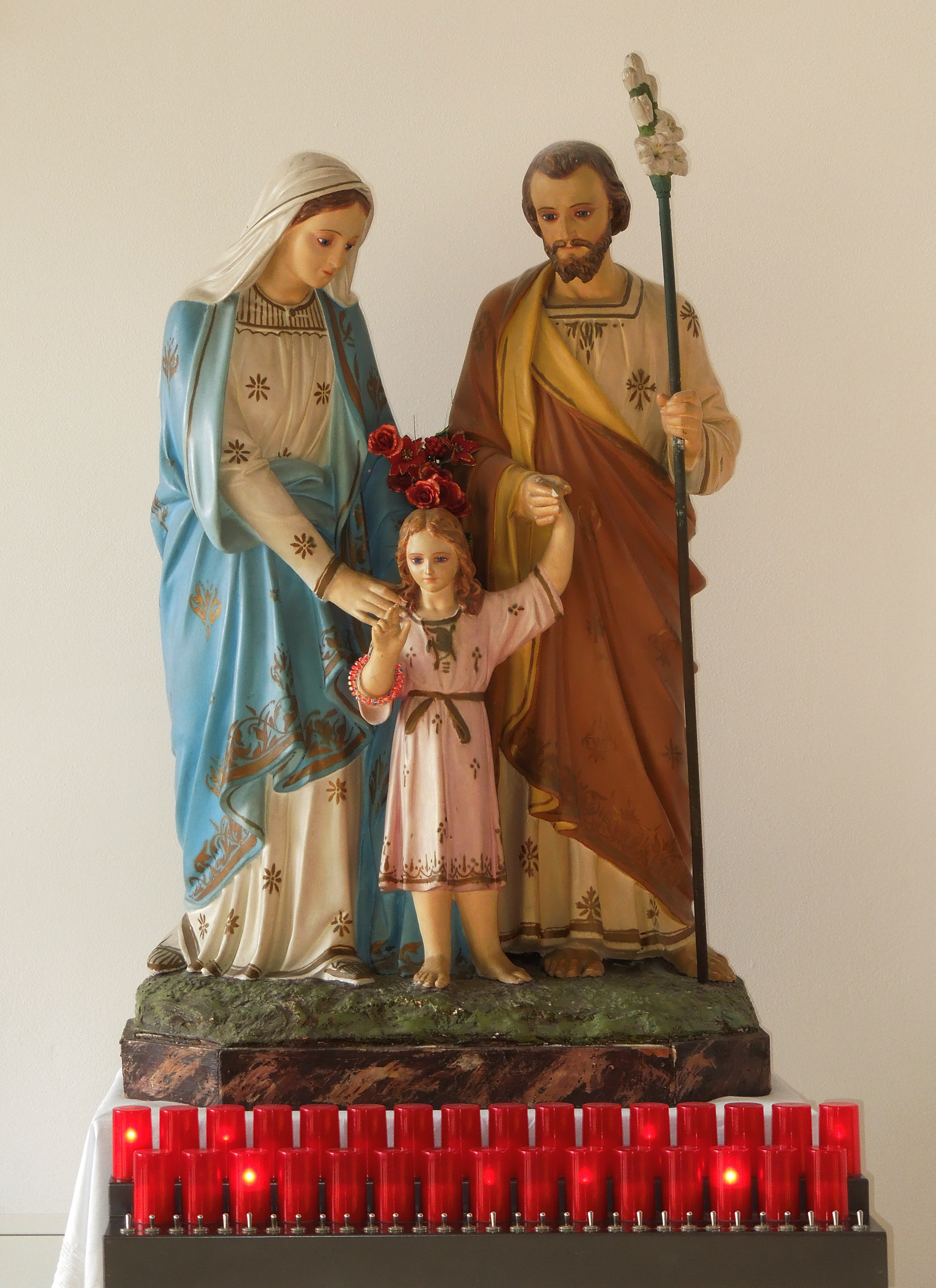
Statua della Sacra Famiglia.

## Architettura
L'intero insediamento religioso dispone di 4.000 m² di terreno sui quali si elevano la casa parrocchiale e la chiesa. Le due strutture, accostate e comunicanti tra loro, ricoprono complessivamente circa 1.100 m² di superficie, di cui 900 m² sono occupati dall'edificio della chiesa e i restanti 200 m² dalla casa parrocchiale. Quest'ultima è stata alzata su due piani ed al suo interno accoglie gli ambienti destinati all'abitazione del presbitero, gli uffici della parrocchia e le aule destinate a svolgere le attività della prepositura. Nei rimanenti 2900 m² del terreno vi sono piazzali, camminamenti di passaggio e un campo da basket-pallavolo. 
Le strutture del complesso religioso sono state progettate dall'architetto Narcisio Mariotti ed eseguite sotto la direzione dell'ingegner Bruno De Berardis dalla ditta Di Ferdinando.

### La Chiesa della Madonna della Salute
Il corpo di fabbrica, cromaticamente chiaro, interamente costruito in cemento armato, è orientato a sud-ovest e presenta due ingressi nella facciata principale. Le entrate sono state ideate e costruite parallele alle due strade che contornano parte del terreno su cui sorge il complesso religioso.
L'interno del vano sacro si connota con caratteristiche di semplice, elegante e sobria essenzialità. Lo spazio, capace di accogliere 500 persone, si compone di una grande aula con annessa una cappella feriale. Entrambi gli ambienti sono pavimentati prevalentemente in marmo chiaro intercalato da marmo rosso e prendono luce da vetrate dipinte con temi legati all'iconografia sacra e alla vita di Gesù. Le opere pittoriche sono state eseguite dalla pittrice Fabienne Di Girolamo. Sono presenti, inoltre, le statue del gruppo della Sacra Famiglia e l'effigie mariana della Madonna della Salute, cui è dedicata l'intitolazione della chiesa. Nell'anno 2015 è stato compiuto il completamento della pavimentazione interna e della ridefinizione dell'aula liturgica, ideata e realizzata dall'architetto Ascenzio Faiazza. È stato anche messo in opera l'impianto di riscaldamento, progettato dall'ingegnere Ezio Camaione. L'esecuzione dei lavori è stata curata dalle ditte: Osvaldo Di Giuseppe, P8 Applicolor, Capretta impianti e Costruzioni Spinozzi Group.

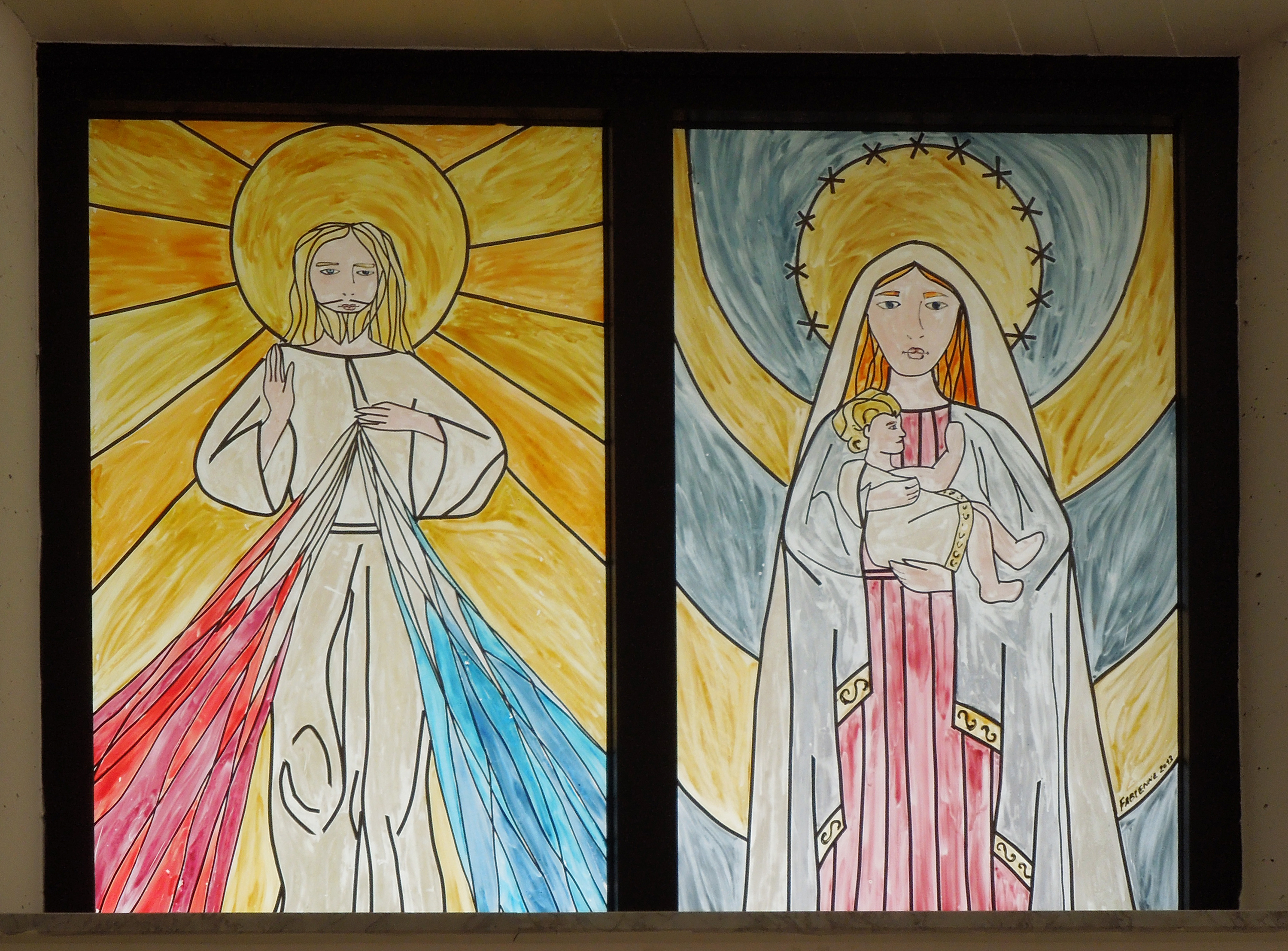
Vetrata interna della chiesa con le immagini di Gesù Misericordioso e della Madonna della Salute.
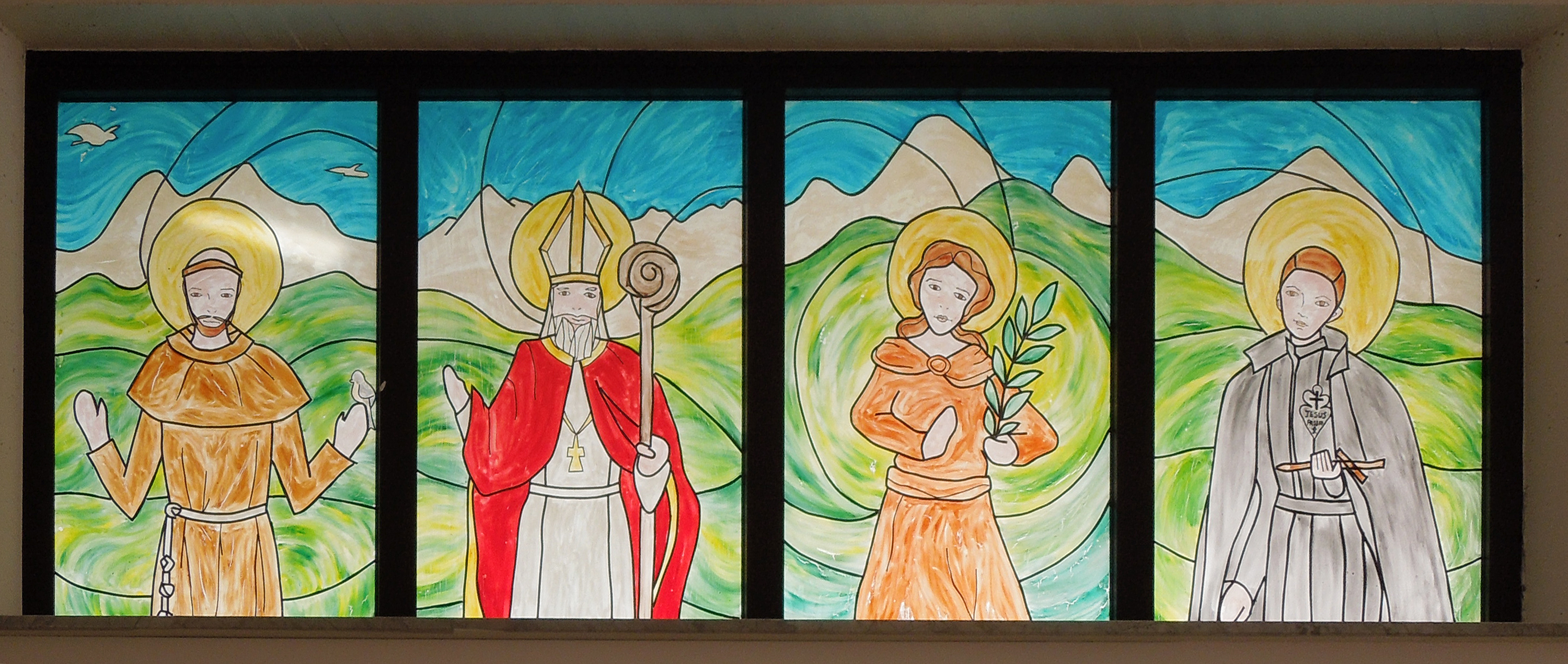
Vetrata interna decorata con san Francesco d'Assisi, san Berardo da Teramo, santa Reparata e san Gabriele dell'Addolorata.
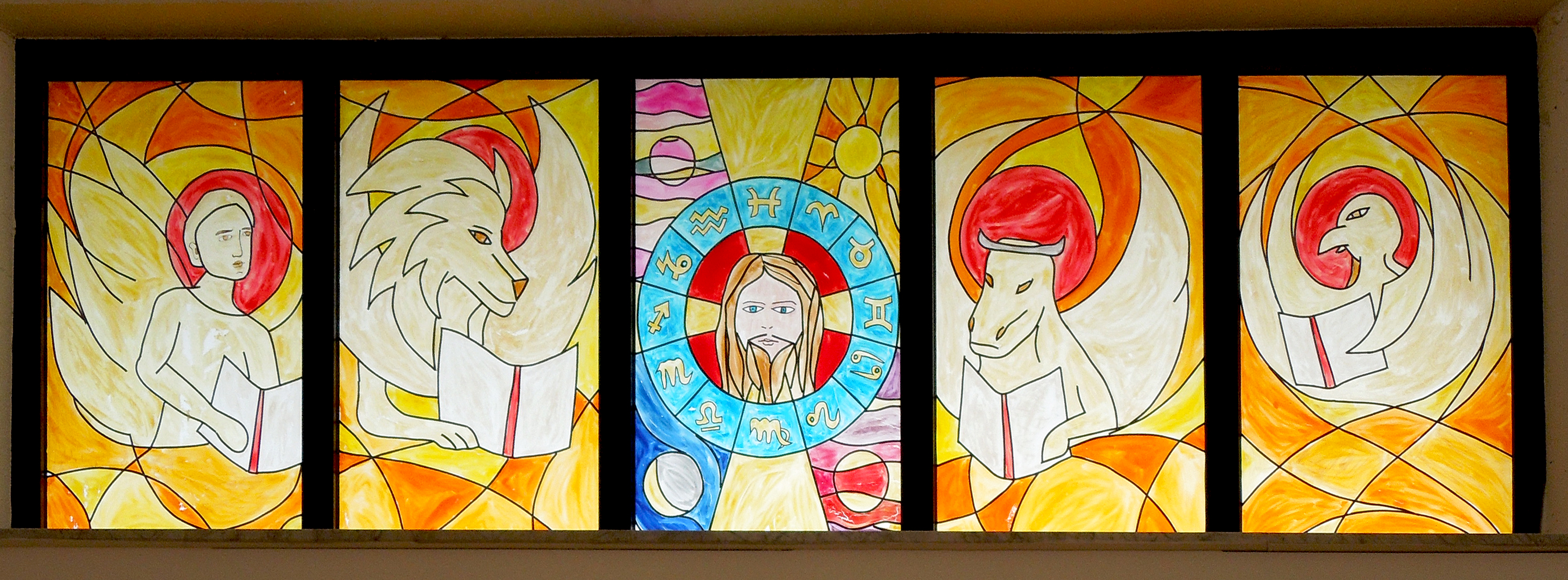
Vetrata interna dipinta con i simboli dei Quattro Evangelisti.
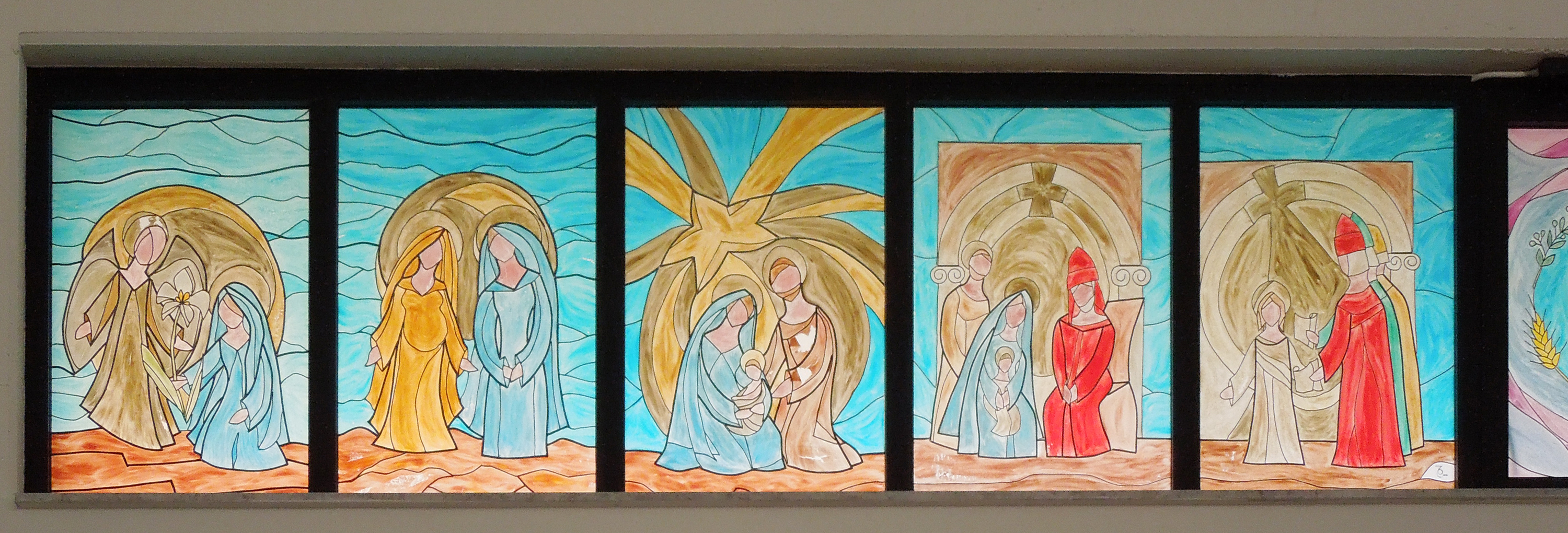
Vetrata interna dedicata al tema della Natività di Gesù.

### Campo "don Giovanni Saverioni"
L'impianto sportivo di pallacanestro e pallavolo, intitolato alla memoria di don Giovanni Saverioni, è stato inaugurato il 18 gennaio 2015, alla presenza delle autorità cittadine, del vescovo Michele Seccia e del padre generale dei Trinitari Jose Narlaly. L'opera è stata realizzata nell'ambito del progetto "Sport in Church: Youth On The Move" con il contributo della Regione Abruzzo e l'impegno di molti parrocchiani, dalla Costruzioni Spinozzi Group.

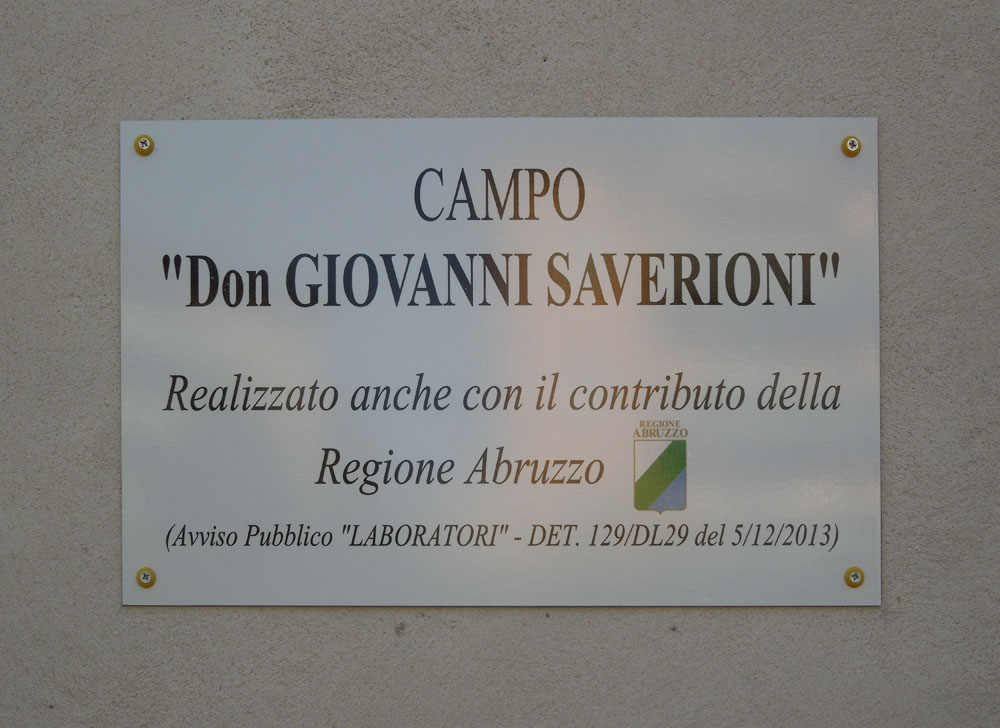
Targa della dedicazione del campo a don Giovanni Saverioni
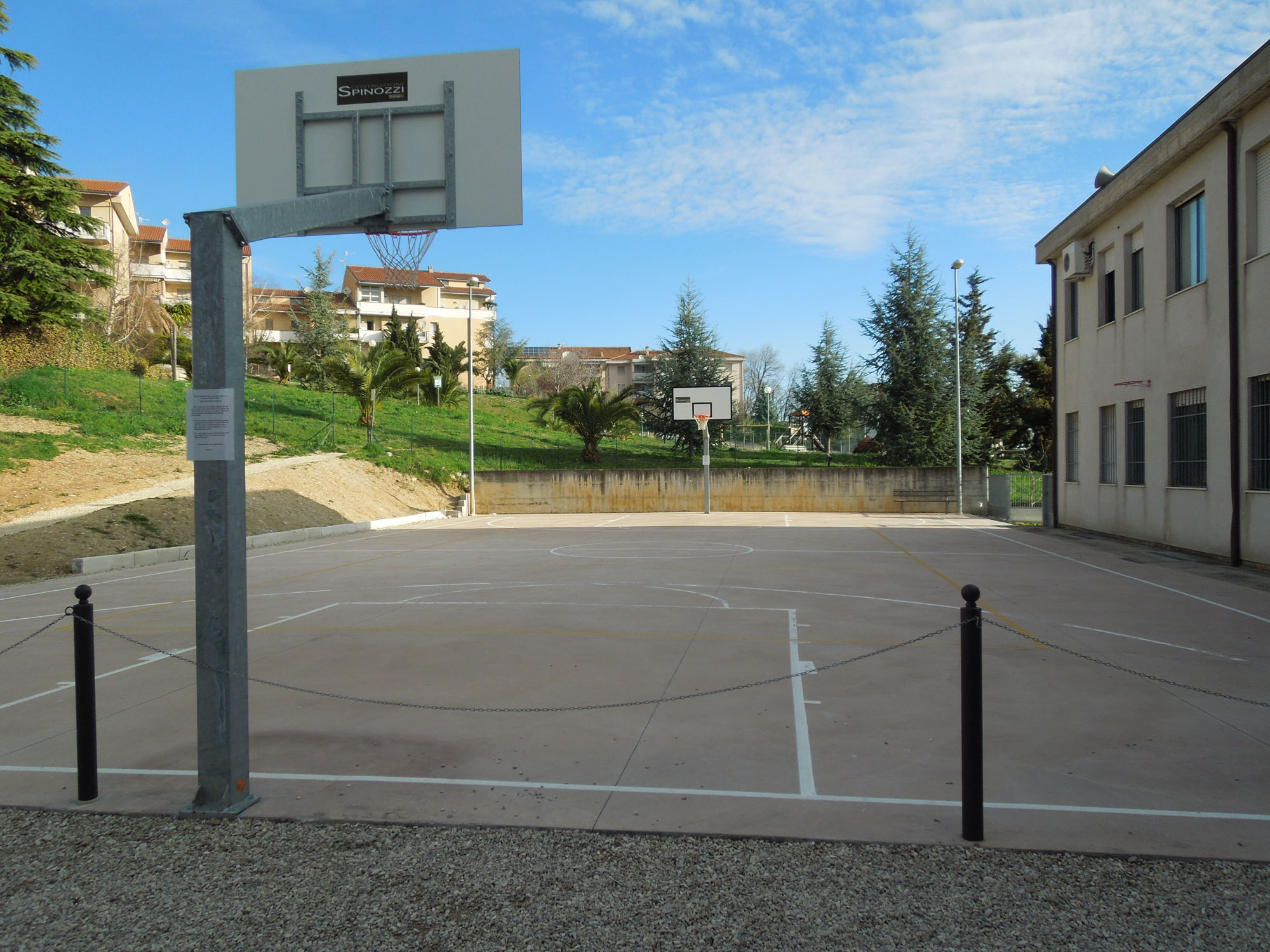
Campo "don Giovanni Saverioni"